# Port lotniczy Konstanca
Port lotniczy Konstanca (IATA: CND, ICAO: LRCK) – międzynarodowy port lotniczy położony 25 km na północny zachód od centrum Konstancy, w okręgu Konstanca, w Rumunii.

## Linie lotnicze i kierunki lotów
| Linia lotnicza    | Kierunek                       |
| ----------------- | ------------------------------ |
| Air Connect       | 1. Kluż-Napoka 2. Timișoara    |
| Corendon Airlines | Sezonowe czartery: 1. Antalya  |
| HiSky             | Sezonowe czartery: 1. Tel Awiw |
| Turkish Airlines  | 1. Stambuł                     |
| Wizz Air          | 1. Londyn-Luton                |